# Anodonta cygnea

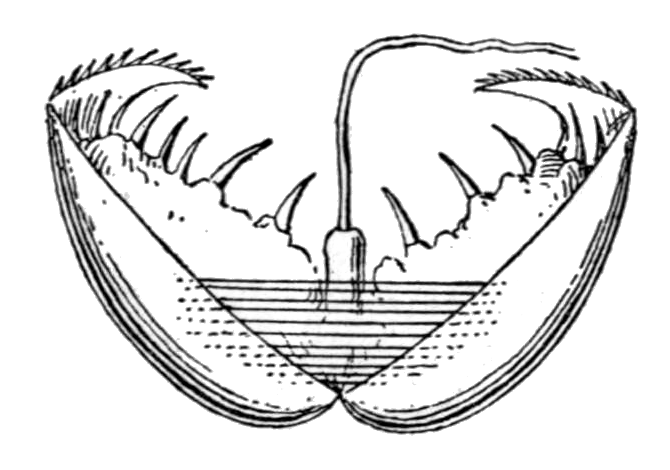
Aspectul glochidiei speciei Anodonta cygnea

Anodonta cygnea, scoica de lac sau midia lebădă este o specie de scoici mari de apă dulce, ce trăiește pe fundul bălților și lacurilor și face parte din familia Unionidae (scoici de râu). 
Datorită variabilității sale morfologice și gămii largi de distribuție, există peste 500 de sinonime pentru această specie.
Învelișul este subțire, dar mare (aproximativ 10→20 cm) și destul de plat. Culoarea cochiliei este de multe ori diferențiată de la o culoare verzuie la una cenușiu-albăstriu.

## Alcătuirea corpului
Scoica de lac atinge 10 centimetri lungime și este comună în apele stătătoare europene și asiatice. Este comestibilă, la fel ca ruda sa din apele curgătoare, scoica de râu (Unio crassus). 
Cochilia este alcătuită din două valve, secretate de manta ca la melc. Cele două valve sunt prinse una de alta prin 2 mușchi adductori, anterior și posterior, implicați în apropierea și închiderea valvelor. Mai sunt prezenți mușchii retractori ai mantalei, precum și cei de susținere a piciorului și a sacului visceral. Valvele sunt calcaroase și căptușite de manta. La exterior, valvele sunt acoperite de un strat calcaros, iar în interior sunt căptușite cu un strat de sidef secretat de manta. Reacția dintre acidul clorhidric și valva arată că aceasta, la fel ca și cochilia melcului, conține calcar. Pe o valvă răzuită, reacția nu mai are loc, deoarece calcarul a fost îndepărtat. Din sideful unor scoici din familia Unionidae, oamenii confecționează nasturi.
Corpul prezintă 2 orificii numite sifoane: unul inhalant (branhial) și unul exhalant (cloacal). Corpul este moale, gălbui, cărnos și învelit de manta. Între corp și manta se găsește camera mantalei. În camera mantalei se găsesc branhiile, cu rol în respirație (membrane lamelare, bogat vascularizate, care rețin oxigenul din apă). 
Piciorul este un organ musculos, turtit lateral cu aspect de lamă de topor. Scoica nu are cap. Piciorul musculos se înfige în mâl, trăgând corpul și fixându-l pe fundul apei. 

## Mișcarea
Scoica este un animal aproape sedentar. Totuși, ea se poate deplasa încet, înfigând piciorul în mâl și trăgând corpul după ea. 

## Sistemul nervos și organele de simț
Dacă este atinsă, scoica retrage piciorul și mantaua și strânge repede valvele, pentru a se apăra de potențiali prădători sau alte pericole.
Scoica pipăie cu marginile mantalei care este foarte bogată în terminații nervoase. 

## Respirația
Odată cu hrana, prin sifonul inhalant pătrunde și oxigenul dizolvat în apă. Apa scaldă branhiile care extrag oxigenul și elimină dioxid de carbon care va fi eliminat prin sifonul exhalant. Prin mișcarea cililor de pe suprafața branhiilor se formează un curent de apă necesar respirației.

## Hrănirea
Odată cu apa care intră prin sifonul inhalant, în cavitatea mantalei pătrund diferite particule animale și vegetale aflate în descompunere care ajung în gura scoicii, situată sub mușchiul adductor anterior. Gura prezintă de o parte și de alta câte doi palpi bucali care, prin mișcarea lor, îndreaptă hrana spre orificiul bucal. Resturile nedigerate sunt eliminate prin orificiul anal, situat în camera mantalei, deasupra mușchiului adductor posterior. De aici, apa cu resturile nedigerate, ies prin sifonul exhalant.

## Înmulțirea[3]
Masculii elimină spematozoizii în masa apei. Femelele mențin ovulele într-o cameră suprabranhială unde spermatozoizii ajung odată cu apa inhalată prin sifonul branhial, astfel având loc fecundarea. După fecundare, din ouǎ ies larvele care stau fixate pe branhii din toamnă până-n primăvara, până la stadiul de glochidie. Apoi femela elimină glochidiile în masa apei prin sifonul exhalant, de unde se fixează pe branhiile peștilor din familia Cyprinidae, în special ale crapilor (Cyprinus carpio). După 3-10 săptămâni apar scoicile mici de 3 mm care cad pe fundul apei și își continuă dezvoltarea până la maturitate.

## Legături externe
- Anodonta cygnea la Animalbase taxonomie, scurtă descriere (și diferențe față de Anodonta anatina) , răspândire, biologie, statut, imagini
- PAN Pesticides Database - Chemical Toxicity Studies